# Тімо Сойні
Тімо Сойні (фін. Timo Soini; нар. 30 травня 1962, Раума) — фінський політичний діяч, лідер партії «Істинні фіни» (1997—2017).

## Життєпис
Працював у компанії з виробництва продуктів харчування, з 1983 по 1992 р. був генеральним секретарем Молодіжної ліги розвитку Фінляндії (Kehittyvän Suomen Nuorten Liitto). У 1988 р. закінчив Гельсінкський університет, де вивчав політологію.
Належав до Селянської партії, з 1992 р. був її генеральним секретарем. Був серед засновників партії євроскептиків «Істинні фіни» (Perussuomalaiset), у 1997 р. очолив партію. У 2000 р. він був обраний до міської ради Еспоо, у 2003–2009 рр. він був членом Едускунти.
На виборах у 2009 році обраний членом Європарламенту, у 2011 році був переобраний до національного парламенту.
У 2012 році був кандидатом від «Істинних фінів» на президентських виборах (у першому турі голосування отримав 9,4 % голосів, 4-е місце).
У 2018 році закликав Росію забезпечити ув'язненому українському режисеру Олегу Сенцову медичне лікування та звільнити всіх українських політв'язнів.